# Óglaigh na hÉireann (groupe armé)
Pour les articles homonymes, voir Óglaigh na hÉireann.
Óglaigh na hÉireann (abrégé ÓnaÉ) est un groupe paramilitaire républicain implanté dans de nombreux endroits d'Irlande mais très particulièrement à Belfast, Derry et dans le comté de Louth. Cette organisation s'est formée en 2006 après que plusieurs républicains haut placés ont décidé de créer d'un nouveau groupe.
Ce groupe n'est pas à confondre avec un groupe du même nom basé dans la ville de Strabane et désormais inactif. 
En droit irlandais, Oglaigh na hEireann est le nom en langue irlandaise des forces de défense irlandaises. Oglaigh na hEireann peut être traduit par " soldat de l'Irlande ", " Volontaires de l'Irlande " ou " Volontaires Irlandais ". 

ÓnaÉ est connu pour sa violence contre les membres des services de police d'Irlande du Nord (PSNI).

## Historique

### 2009
Le 3 janvier 2009, ÓnaÉ a été suspecté d'être responsable d'une tentative de vol dans l'ouest de Belfast, au cours duquel une famille a été menacée avec un fusil. Il a été révélé plus qu'il s'agissait de criminels utilisant le nom du groupe. ÓnaÉ a promis de s'occuper de ces individus. Le 12 février 2009, des membres de l'organisation ont tiré sur un homme dans la région Twinbrook à l'ouest de Belfast en réaction. 
Fin janvier 2009, ÓnaÉ aurait tenté de faire exploser une voiture piégée avec plus de 120 kilos d'explosifs à l'intérieur d'une caserne britannique à Castlewellan dans le comté de Down. Un contretemps de dernière minute les aurait obligés à abandonner leur plan et à abandonner le véhicule dans une zone peu fréquentée. Ils auraient informé la police à qui il aurait fallu 5 jours pour désactiver la bombe.
Le 1er septembre 2009, la police suspecte Óglaigh na hÉireann d'avoir posé une bombe de 360 kg près de la frontière irlandaise. Elle devait exploser au passage d'une patrouille de police nord-irlandaise, mais fut abandonnée et n'explosa donc pas.
Le 16 octobre 2009, le groupe a posé une bombe sous la voiture de l'épouse d'un policier nord-irlandais dans Kingsdale Park à Belfast. La bombe a explosé sous le siège passager, le policier n'était pas dans la voiture, mais la conductrice a été légèrement blessée.
Le 21 novembre 2009, ÓnaÉ a tenté de faire exploser une voiture piégée au quartier général du Policing Board dans le centre de Belfast. Seul le détonateur a explosé, endommageant le véhicule.
Le 23 décembre 2009, ÓnaÉ dit avoir mis hors service un gang utilisant l'image républicaine pour commettre des actions criminelles comme le vol, l'extorsion ou du chantage envers des toxicomanes.

### 2010
Le 8 janvier 2010, Óglaigh na hÉireann revendique l'attentat commis grâce à une bombe cachée dans la voiture d'un policier, celui-ci avait été gravement blessé.
Fin février, Óglaigh na hÉireann aurait tenté d'abattre deux policières en civil qui menaient une opération de surveillance dont la cible était un important membre d'ÓnaÉ dans le quartier d'Andersontown dans l'Ouest de Belfast. Le tireur s'est approché et a tenté d'ouvrir le feu sur les policières mais l'arme n'a pas fonctionné permettant la fuite des deux policières.
Le 12 avril 2010, ÓnaÉ aurait pris possession d'un taxi dans le Nord de Belfast et pris la famille du chauffeur en otage, le forçant à conduire son taxi piégé avec environ 50 kilos d'explosifs à Holywood Barracks, le siège du MI5. Ce dernier a abandonné le véhicule aux portes du complexe et donné l'alerte. Les forces de sécurité ont alors fait évacuer le périmètre. La bombe a explosé à 00h25 causant des dommages et blessant légèrement un passant, soufflé par l'explosion.
À Derry, au moment du comptage des votes durant les élections générales britanniques, le centre sportif de Templemore transformé pour l'occasion en bureau de comptage, a dû être évacué. ÓnaÉ avait posé un engin explosif ne comportant pas de détonateur dans les toilettes et avait également forcé un chauffeur de taxi à garer sa voiture contenant une pipe-bombe (petit engin explosif construit à partir d'un tuyau) devant le complexe.
Les autorités ont pris plusieurs jours pour découvrir l'engin placé dans les toilettes tandis qu'une équipe de démineurs de l'armée britannique ont conduit des explosions contrôlées sur l'engin dans le taxi le soir même
Le 28 mai 2010, ÓnaÉ a lancé une attaque au mortier contre le commissariat de Strand Road à Derry. La charge explosive, tirée à partir d'un véhicule garé non loin, a touché le mur d'enceinte sans exploser.
Le 12 juillet 2010, dans le quartier du Bogside, à Derry, un membre d'ÓnaÉ a tiré 5 balles en direction de la police lors des plus importantes émeutes qu'a connues la ville depuis une décennie,. 
Le 3 août 2010, ÓnaÉ a fait exploser une voiture piégée avec 100 kg d'explosifs artisanaux devant le principal commissariat du PSNI à Derry. L'attaque n'a fait aucun blessé mais a causé d'importants dégâts matériels aux portes et mur d'enceinte du commissariat ainsi qu'aux bâtiments voisins.  
Le 4 août 2010, ÓnaÉ a tenté de tuer un major de l'armée britannique en posant un engin piégée sous sa voiture. L'engin est resté indétecté jusqu'à ce qu'il tombe du véhicule, plus tard dans la journée, sans exploser.
Début septembre, ÓnaÉ revendique la tentative d'attaque à la grenade contre une caserne des PSNI à Crumlin, comté d'Antrim. La caserne n'était plus occupée mais servait de dépôt et des membres du PSNI y passaient régulièrement prendre du matériel. L'attaque avait été planifiée de telle sorte que la grenade exploserait quand quelqu'un pénétrerait dans la cour de la caserne de police. La grenade viendrait d'un stock des forces de défenses irlandaises (armée des 26 comtés), elle aurait été "passée" à ÓnaÉ par des soldats.
Selon le Belfast Telegraph, quatre caméras digitales high-tec auraient été retrouvées cachées dans des arbres à l'arrière du QG du MI5 à Holywood et couvraient la base sous tous les angles. Cette importante opération d'espionnage aurait été menée par ÓnaÉ dans le but de rassembler des informations et d'identifier les soldats et les espions travaillant à Palace Barracks. Des membres de l'organisation se seraient souvent rendus sur place pour changer les batteries et relever les cartes mémoire.
Le 21 septembre 2010, ÓnaÉ a revendiqué une attaque à main armée commise par 3 de ses membres dans une maison de Derry pour ordonner à ses occupants de quitter le pays. Personne n'étant présent dans cette maison, les militants ont tiré sur une voiture garée dans la cour.
Le 5 novembre 2010, ÓnaÉ a revendiqué une attaque à la grenade (de fabrication russe d'après l'organisation et le PSNI) contre la police nord-irlandaise (PSNI).
L'attaque a eu lieu vers 21h (heure locale) quand un homme conduisant un vélo a lancé un objet explosif qui aurait explosé devant des policiers qui sécurisaient le lieu d'un braquage dans le quartier d'Andersonstown (Belfast-ouest). Trois policiers ont été blessés dont un qui a subi de graves blessures au bras et a dû subir une intervention chirurgicale.

## Structure
ÓnaÉ a une structure calquée sur celle de l'IRA provisoire (PIRA) mais avec des sections différentes. Ces différences auraient pour but, selon ses dirigeants, de limiter bien mieux que la structure de la PIRA l'impact qu'aurait l'infiltration d'agents des forces de sécurité au sein de l'organisation.

## Effectif
Peu de choses sont connues quant au nombre d'activistes présents au sein d'ÓnaÉ. Des sources républicaines indiquent cependant qu'elle aurait entre 80 et 100 membres rien qu'à Belfast.
Ces activistes seraient surtout des vétérans venant d'autres organisations (Real IRA, Provisionnal IRA et INLA). Elle serait très sélective quant au recrutement de ses membres. Par exemple, il n'y aurait pas de procédure de recrutement "ouvert" comme du temps de l'IRA Provisoire.

## Arsenal
ÓnaÉ est soupçonné de s'être réarmé en achetant jusqu'à 70 fusils d'assaut à Billy Bell, un trafiquant d'armes qui réactivait des armes désactivées. 
Ses membres auraient également conservé une partie des armes que l'IRA véritable aurait prises dans les caches d'armes de l'IRA Provisoire ainsi que certaines de celles obtenues dans les Balkans fin des années 1990.